# Nicolai Dunger
Claus Wilhelm Nicolai Dunger, född 4 oktober 1968 i Piteå, är en svensk singer/songwriter. Han var i unga år en lovande fotbollsspelare och tränade för Malmö FF, men skrev aldrig på något kontrakt utan lämnade istället fotbollen till förmån för musiken. 
Han har samarbetat med musikprofiler som Jari Haapalainen, Björn Yttling, Johan Berthling, Bonnie 'Prince' Billy och Jonas Kullhammar. Utöver sin musikproduktion i eget namn ger Dunger ut skivor under epitetet A Taste of Ra.

## Biografi
Nicolai Dunger växte upp i Piteå. Pappan var en framgångsrik fotbollstränare på orten och Dunger har själv beskrivit detta som problematiskt då det gjorde att han själv stack ut, vilket i sin tur genererade avundsjuka hos omgivningen. Under uppväxten var han tidvis mobbad. Han har i en intervju sagt att "jag önskar ingen uppleva det jag kände då".
Som ung var han en mycket lovande fotbollsspelare och spelade och tränade bland annat för Malmö FF. Han spelade även i pojklandslaget.

### 1990-talet
Dunger skivdebuterade 1991 med EP-skivan Nicolai, som innehöll fyra låtar.
År 1992 avslutade Dunger fotbollskarriären och flyttade hem till Piteå för att ytterligare kunna satsa på musiken. Han upplevde kollektivismen inom fotbollen som negativ och ville istället göra saker på egen hand, vilket var en huvudanledning till att han valde att sluta med sporten. Uppbrottet från fotbollen resulterade i en ökad musikalisk produktivitet från Dungers sida, något han kommenterat såhär: "Jag kände att jag hade mycket att säga och då är det skönt att kunna uttrycka sig. Jag har 100–150 inspelade låtar från den tiden."
Albumdebuten skedde med 1996 års Songs Wearing Clothes, som kännetecknas av en experimentell ljudbild. Skivan sålde dåligt och genererade ingen större uppmärksamhet åt Dunger. Trots att den försäljningsmässiga framgången uteblev med debutalbumet gav skivbolaget Dunger en ny chans. Hans andra studioalbum Eventide utgavs 1997 och spelades in tillsammans med Tämmelkvartetten. Framgångarna uteblev emellertid även denna gång och skivbolaget valde därför att bryta sitt samarbete med Dunger.
Dunger kontrakterades av Dolores Recordings och första utgåvan på detta bolag blev 1998 års EP-skiva First Born Track, producerad av Ebbot Lundberg och Kalle Gustafsson-Jerneholm. Dunger hade träffat dessa när han uppträdde på Hultsfredsfestivalen 1996 och tanken om ett samarbete föddes ur det mötet. Samarbetet med Lundberg och Gustafsson-Jerneholm fortsatte på Dungers tredje studioalbum, 1999 års This Cloud Is Learning. Skivan var Dungers mest lättillgängliga ditintills, men hade också kvar en del av den experimentella ljudbild som kännetecknat tidigare alster. Albumet mottogs väl av kritiker och Dunger började nu även att uppmärksammas internationellt. För att marknadsföra skivan gav han sig ut på turné i Europa tillsammans med Emilíana Torrini. Från skivan släpptes singlarna What Tomorrow och Something in the Way. Den sistnämnda har figurerat i reklamkampanjer för Statoil och Volvo, något som genererat stora ekonomiska intäkter för Dunger.

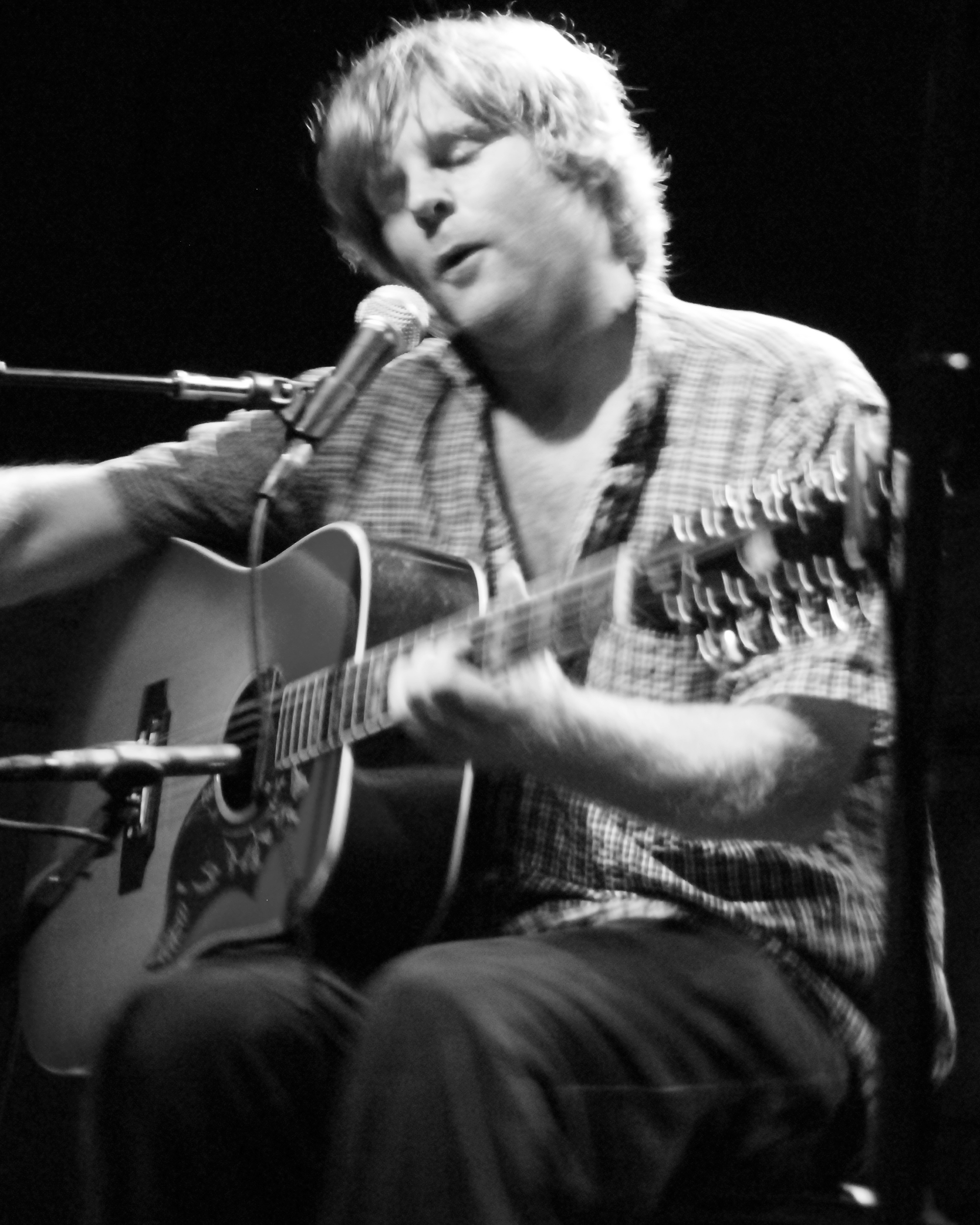
Nicolai Dunger 2006.

### 2000-talet
År 2001 släpptes studioalbumet Soul Rush, på vilket Dunger samarbetade med Esbjörn Svensson Trio. Skivans mix av country och soul gjorde att jämförelser drogs till Van Morrison. Samma år bidrog Dunger med sång på låten "European Sun" på The Bear Quartets EP Old Friends.
År 2002 utkom studioalbumet Tranquil Isolation. Skivan spelades in i USA tillsammans med Will Oldham och dennes bror Paul Oldham. Samma år släpptes The Vinyl Trilogy, en serie om tre LP-skivor där bland andra Goran Kajfeš och Esbjörn Svensson Trio medverkar. Året efter bidrog Dunger med bakgrundssång på The Concretes självbetitlade studioalbum The Concretes.
År 2004 kom albumet Here's My Song. You Can Have It... I Don't Want It Anymore / Yours 4-ever Nicolai Dunger. Skivan lovordades såväl i Sverige som internationellt och Dunger stod nu på randen till ett internationellt genombrott. Skivan lovordades av bland andra The New York Times. Genombrottet uteblev emellertid, mestadels beroende på en försenad utgivning. Skivan gjordes i samarbete med gruppen Mercury Rev. Samma år medverkade Dunger på Calexicos EP Convict Pool, där han bidrog med sång på Love-covern "Alone Again Or".
År 2005 släppte Dunger sin första skiva under epitetet A Taste of Ra, den självbetitlade A Taste of Ra. Till en början avslöjades inte att det var Dunger som låg bakom namnet, men recensenterna listade snabbt ut att så var fallet. Skivan mottog dåliga recensioner och ansågs vara för experimentell.
År 2006 släpptes Nicolai Dunger sjunger Edith Södergran, ett album på vilket Dunger tolkat och tonsatt Edith Södergrans dikter. Dunger hade länge fascinerats av Södergran och redan i tonåren började han skriva melodier till hennes poesi. Skivan var ett sätt för Dunger att återgå till barn- och ungdomstiden för att på så sätt kunna bearbeta sorgen efter hans då nyligen bortgångna mamma. Skivan resulterade även i en dokumentärfilm som visades på SVT. 2006 släpptes även Dungers andra skiva under namnet A Taste of Ra, A Taste of Ra II. Han bidrog också som gästmusiker på Revl9ns självbetitlade album Revl9n, där han spelade akustisk gitarr på låten "Lola".
År 2007 kom Dungers andra studioalbum på svenska, Rösten och herren. Samma år släpptes Morning of My Life, Dungers tredje skiva under namnet A Taste of Ra. Samma år medverkade Dunger med bakgrundssång på låten "Ett litet finger" på Eldkvarns studioalbum Svart blogg.
År 2008 utkom Nicollide and the Carmic Retribution. Dunger medverkade också med bakgrundssång på två låtar, "Lilla Sofie" och "Söder om midnatt, c/o himmelen", på Eldkvarns studioalbum Hunger Hotell. Han sjöng även på Matti Byes skiva Drömt.
Året efter utkom albumet Play, vilket innehöll en duett med Nina Persson från The Cardigans. Han medverkade också med bakgrundssång, på låten "The Sweetest Thing", på Camera Obscuras album My Maudlin Career och med sång på låten "Golden Teeth and Silver Medals" på A Camps album Colonia.

### 2010-talet
År 2010 utkom Original Motion Picture Soundtrack: Vallmo, ett soundtrack till Pavlov Heinz film Vallmo, skrivet och framfört tillsammans med Jonas Kullhammar. Filmen har aldrig släppts officiellt, utan endast visats för slutna sällskap. Åskådarna i dessa upplevde musiken som väldigt stark när de såg filmen, varför Dunger och Kullhammar valde att ge ut musiken på skiva. Skivan utkom endast på vinyl och var limiterad till 300 exemplar. Samma år bidrog Dunger som musiker på Jojje Wadenius album Reconnection, där han gästsjöng på låten "Don't Give Up".
I augusti 2011 släpptes studioalbumet Ballad of This Land. Dunger hade under de två föregående åren vistats mycket på Irland, där han inspirerats av den irländske folkmusikern Tommy Daron. Dunger beskrev skivan "Jag har länge velat spela in en akustisk skiva som är mer vokaldriven, vilket är det egentliga ursprunget i mitt uttryck. Att röst och text skulle få vara det centrala i musiken. Mötet med Tommy blev verkligen en katalysator för mig." Skivan, som producerades av Jari Haapalainen och Nille Perned, mottog i huvudsak goda recensioner. I oktober 2011 utkom Cornelis vs. Riedel, ett studioalbum på vilket Dunger tillsammans med Sarah Riedel och Georg Riedel tonsatt tidigare outgivna Cornelis Vreeswijk-texter.
År 2012 släppte Dunger EP-skivan En svit med par i samarbete med Rönnells Antikvariat i Stockholm. Skivan utgörs av låtar skrivna till sju stycken skulpturer som Dunger skapat under slutet av 1990-talet. Låtarna framförs tillsammans med cellisten Leo Svensson. Med skivan följde även en bok formgiven av Lars Fuhre, rektor på Beckmans designhögskola. Skivan utgavs som en 10"-vinyl i 400 exemplar.
I en intervju med Piteå-Tidningen i december 2012 sa Dunger att hans nästa album kommer att vara på svenska och bestå av psalmtexter som han har tonsatt på nytt. Skivan är inspelad i Sigtuna tillsammans med bland andra Mats Schubert från Bo Kaspers orkester. Albumet har än så länge inte getts ut.
Den 21 maj 2014 utkom Dunger med albumet Upstate Gospel. Skivan spelades in redan 2007 tillsammans med bland andra Garth Hudson från The Band och medlemmar från Mercury Rev. Samma år komponerade Dunger musiken till teaterföreställningen Den vita stenen som spelas på Pantomimteatern och därefter på turné i Sverige 2014–2015. Musiken från föreställningen släpptes som ett digitalt musikalbum den 20 november 2014.
Den 18 november 2015 erhöll Nicolai Dunger Rubus arcticus-stipendiet på 100 000 kr av Norrbottens läns landsting, för sin kulturella gärning som musiker från länet.

## Dungers musik på film
Nicolai Dungers låtar har använts i flera filmer. Låten "Something in the Way" finns med i Festival (2001). Hans musik finns också med i kortfilmerna Moa & Malte (2000), Utvecklingssamtal (2003) och Spaden (2003).
Utöver detta har låten "Something in the Way" använts i reklamfilmer för Statoil och Volvo.

## Diskografi

### Album
- 1996 – Songs Wearing Clothes
- 1997 – Eventide
- 1999 – This Cloud Is Learning
- 2000 – Blind Blemished Blues
- 2001 – Soul Rush
- 2001 – A Dress Book
- 2002 – Sweat Her Kiss
- 2002 – The Vinyl Trilogy
- 2002 – Tranquil Isolation
- 2004 – Here's My Song. You Can Have It... I Don't Want It Anymore / Yours 4-ever Nicolai Dunger
- 2006 – Nicolai Dunger sjunger Edith Södergran
- 2007 – Rösten och herren
- 2008 – Nicollide and the Carmic Retribution
- 2009 – Play
- 2010 – Original Motion Picture Soundtrack: Vallmo (Nicolai Dunger & Jonas Kullhammar, enbart utgiven på LP)
- 2011 – Ballad of This Land
- 2011 – Cornelis vs. Riedel (Nicolai Dunger, Sarah Riedel och Georg Riedel)
- 2014 – Upstate Gospel
- 2014 – Den vita stenen

### Under namnet "A Taste of Ra"
- 2005 – A Taste of Ra
- 2006 – A Taste of Ra II
- 2007 – Morning of My Life

### EP
- 1991 – Nicolai
- 1998 – First Born Track
- 2012 – En svit med par

### Singlar
- 1993 – "Untitled"
- 1995 – "Heaven Wear Our Hearts"
- 1996 – "1000 Rainbows"
- 1999 – "This Town"
- 1999 – "Something in the Way"
- 2000 – "What Tomorrow"
- 2000 – "This Cloud Is Learning"
- 2001 – "I'd Rather Die"
- 2002 – "Ol' Lovers"
- 2002 – "Hey Mama"
- 2003 – "Hunger"
- 2006 – "Lyckokatt"

### Samlingar
- 1996 – Warner Corner #1 (med låten "1000 Rainbows")
- 1998 – Other Music from a Northern Place (med låtarna "Eufrosyna" och "Said It Belongs to My Heart")
- 1998 – A Space Within Space (med låtarna "Eufrosyna" och "Said It Belongs to My Heart")
- 1999 – Noll tolerans (med låten "Something in the Way")
- 2000 – Excursion (med låten "Something in the Way")
- 2001 – Festival (med låten "Something in the Way")
- 2001 – The Future Is in Your Hands (med låten "I'd Rather Die")
- 2002 – Virgin Sweden: Spring Sampler (med låten "Cloudia")
- 2002 – Music for Pictures: Swedish Hits. Vol. 1 (med låten "Something in the Way")
- 2002 – Swedish Indie Go (med låtarna "Cloudia" och "Champ-Elyées (de la blue)")
- 2002 – Swedish Showcase (med låten "Dr Zhivago's Train")
- 2003 – Who Will Buy (These Wonderful Evils) (med låten "Hey Mama")
- 2004 – Picknick (med låtarna "Slaves "We're Together Like" och "City Sun")
- 2004 – Musik från STIM 2004 (med låten "Hunger")
- 2004 – The Blue Bar Vol. 2 (med låten "Last Night I Dreamt of Mississippi")
- 2005 – Dubbel trubbel (med låten "Det gåtfulla folket")
- 2005 – Acoustic Songbook (med låten "Something in the Way")
- 2005 – Grammis 2005 (med låten "Hunger")
- 2005 – Dolores Recordings Spring Sampler 2005 (med låten "Our Film Score")
- 2006 – Sonically Speaking Vol. 27 (med låten "Solen")
- 2006 – Jävla kritiker! (med låten "The Night He Got Up and Left")
- 2007 – Poem, ballader och lite blues – Återbesöket (med låten "En visa till Gagga")
- 2009 – Crayon Angel: A Tribute to the Music of Judee Sill (med låten "Soldier of the Heart")
- 2009 – Sonically Speaking Vol. 49 (med låten "Crazy Train")